# Walsura gardneri
Walsura gardneri är en tvåhjärtbladig växtart som beskrevs av Thw.. Walsura gardneri ingår i släktet Walsura och familjen Meliaceae. Inga underarter finns listade i Catalogue of Life.